# Оспиталес (станция метро)
«Оспиталес» (исп. Hospitales) — конечная станция Линии H метрополитена Буэнос-Айреса. Станция расположена между станцией «Парке-Патрисьос» и терминалом. Она временно будет конечной до открытия строящейся станции Саэнс. Станция расположена на пересечении улиц Успаллата и Педро Чутро, в районе Парке-Патрисьос. Её название связано с близостью к больницам Пенна и Чурукка.
Она имеет две боковые платформы и два пути. Также на станции расположен верхний вестибюль, который соединяет платформы с улицей по лестнице, эскалаторы и лифты; а также туалеты для инвалидов и общественный Wi-Fi.

## История
Её открытие было отложено несколько раз, из-за проблем с уровнем грунтовых вод. В связи с этим открытие станции задержалось на срок более двух лет. Во время строительства, также возникали проблемы с нехваткой подвижного состава. И, наконец 27 мая 2013 года станция открыла свои двери для пассажиров.

## Украшения
Имеет изображения, посвящённые танцору танго Angel Villoldo, созданные Роном Мартином и Леандро Фризерро, как часть культуры танго.

## Достопримечательности
Находятся в непосредственной близости от станции:
- Hospital Penna
- Complejo hospitalario Churruca-Visca de la Федеральная полиция Аргентины
- Parque de los Patricios
  - La Calesita de Parque Patricios
- Площадь Урибуру, José C. Paz, Никарагуа и Genaro Giacobini
- Комиссариат N°34 de la Федеральная полиция Аргентины
- Centro de Formación Profesional Nº 19 Cáritas
- Общая начальная школа коммуны Nº 14 Сан-Луис (провинция)
- Общая начальная школа коммуны Nº 19 Формоса (провинция)
- Общая начальная школа коммуны N° 2 Патриции
- Университет de la Федеральная полиция Аргентины

## Галерея

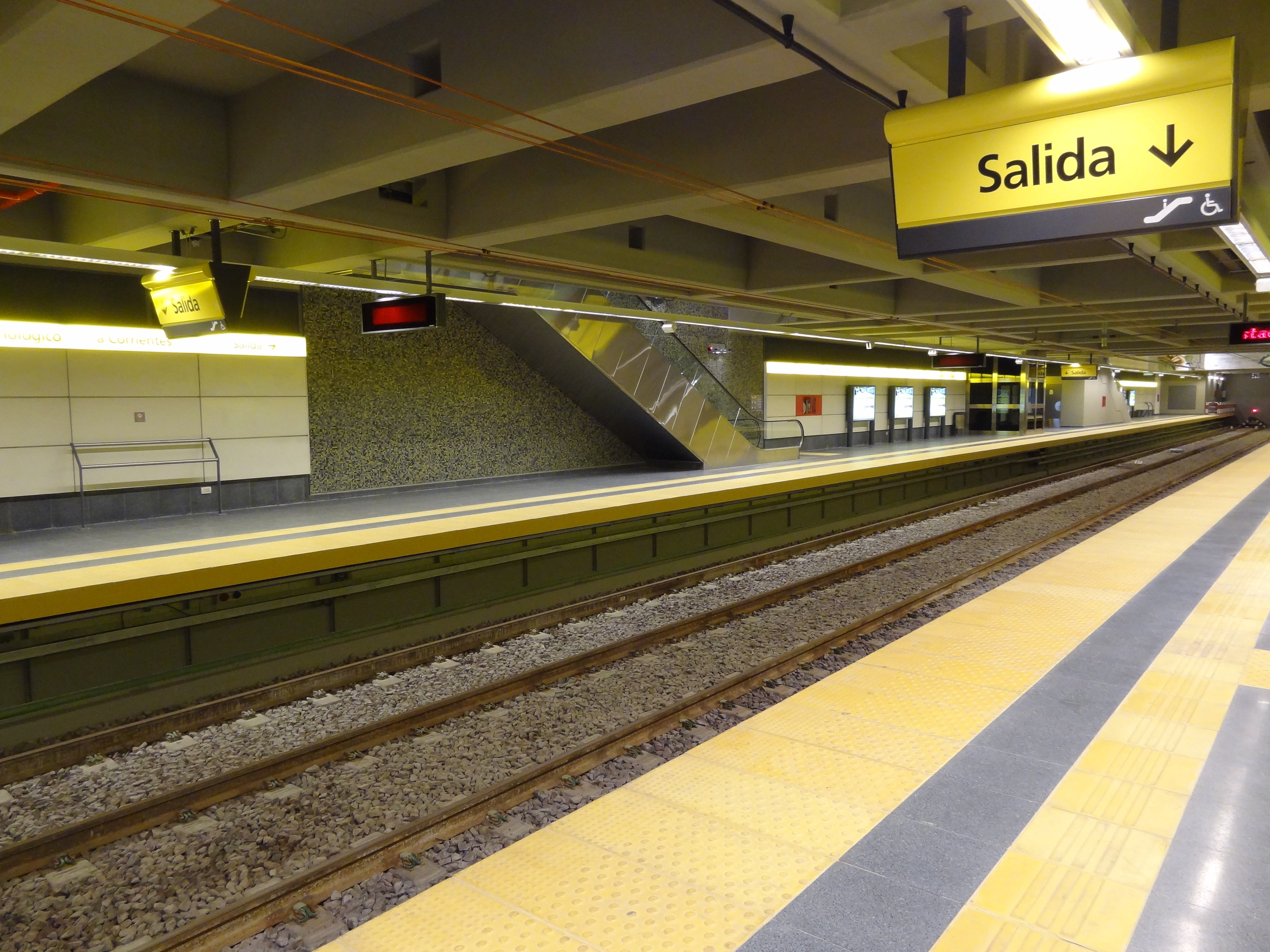
Западная платформа (вид на юг).
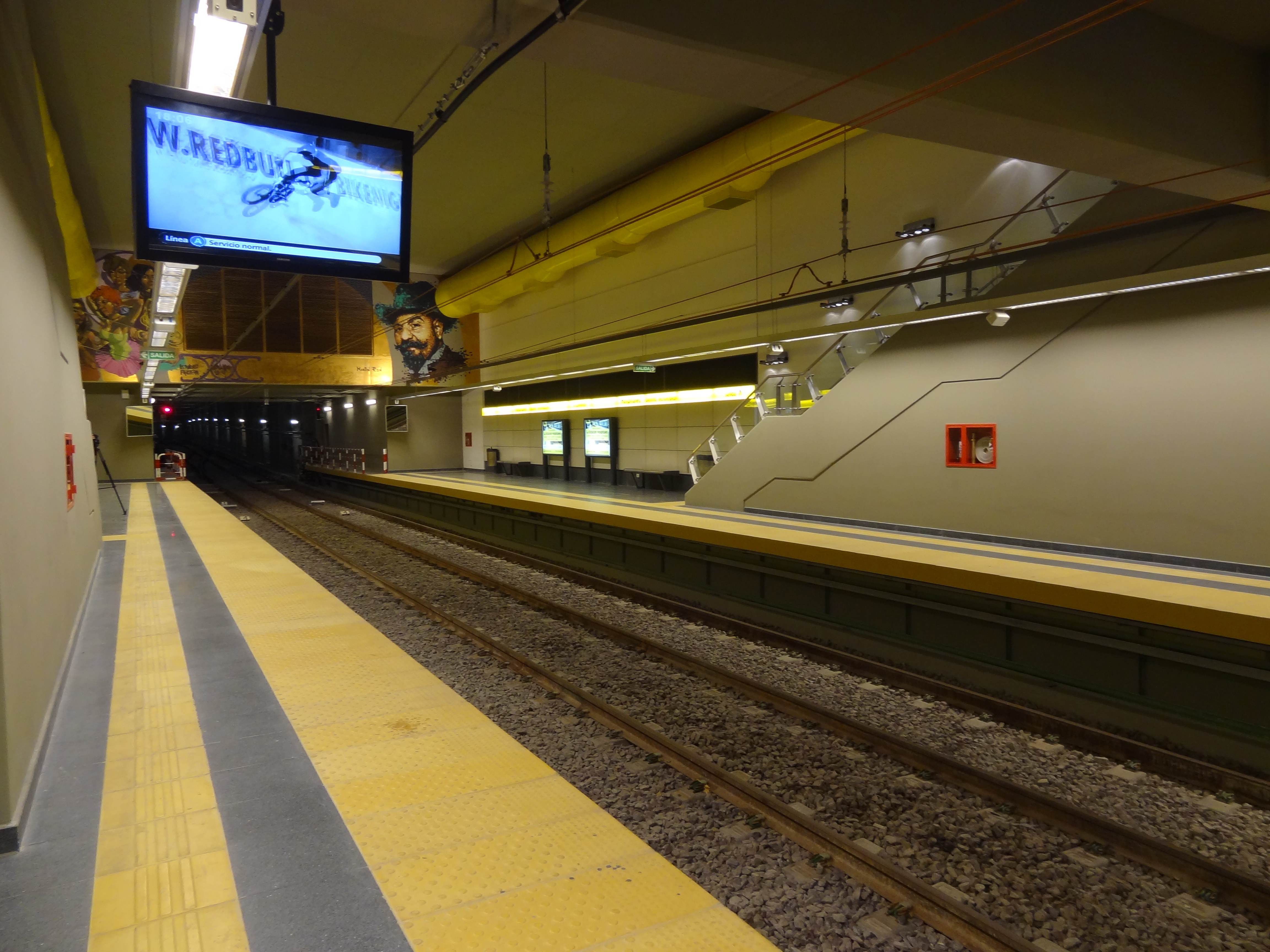
Западная платформа (вид на север).
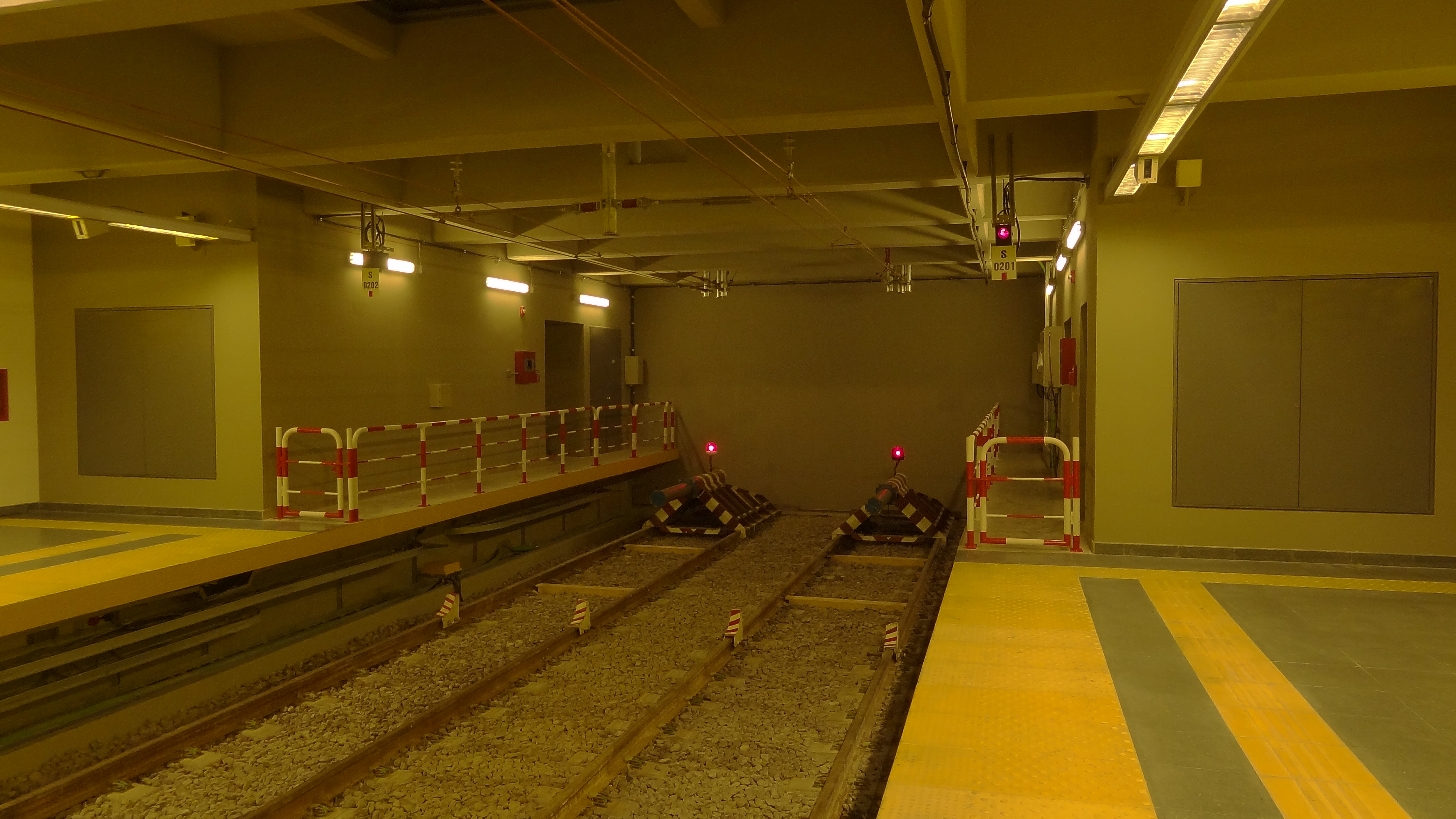
Конец тоннеля и южная часть станции.
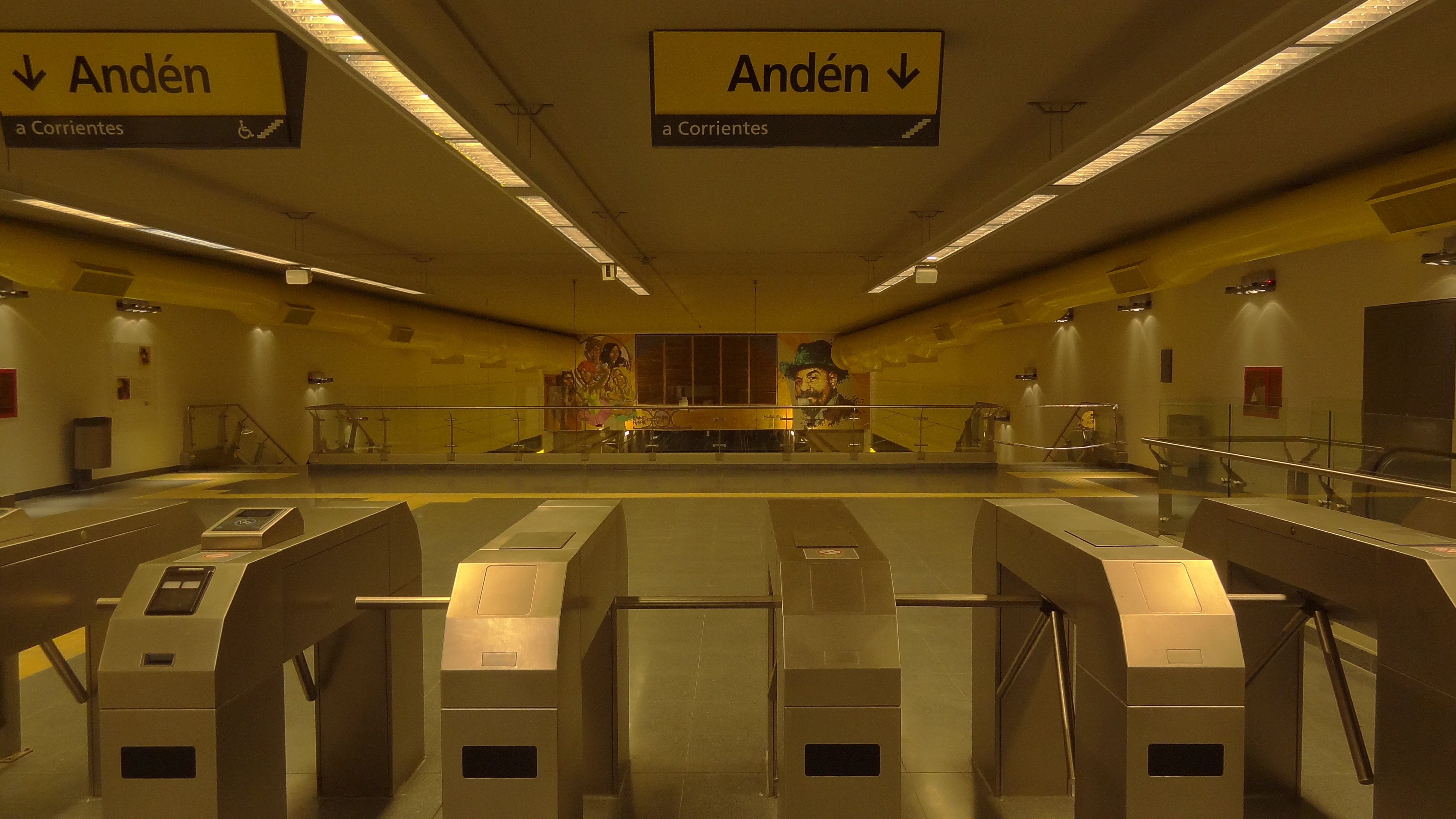
Северный вход - турникеты
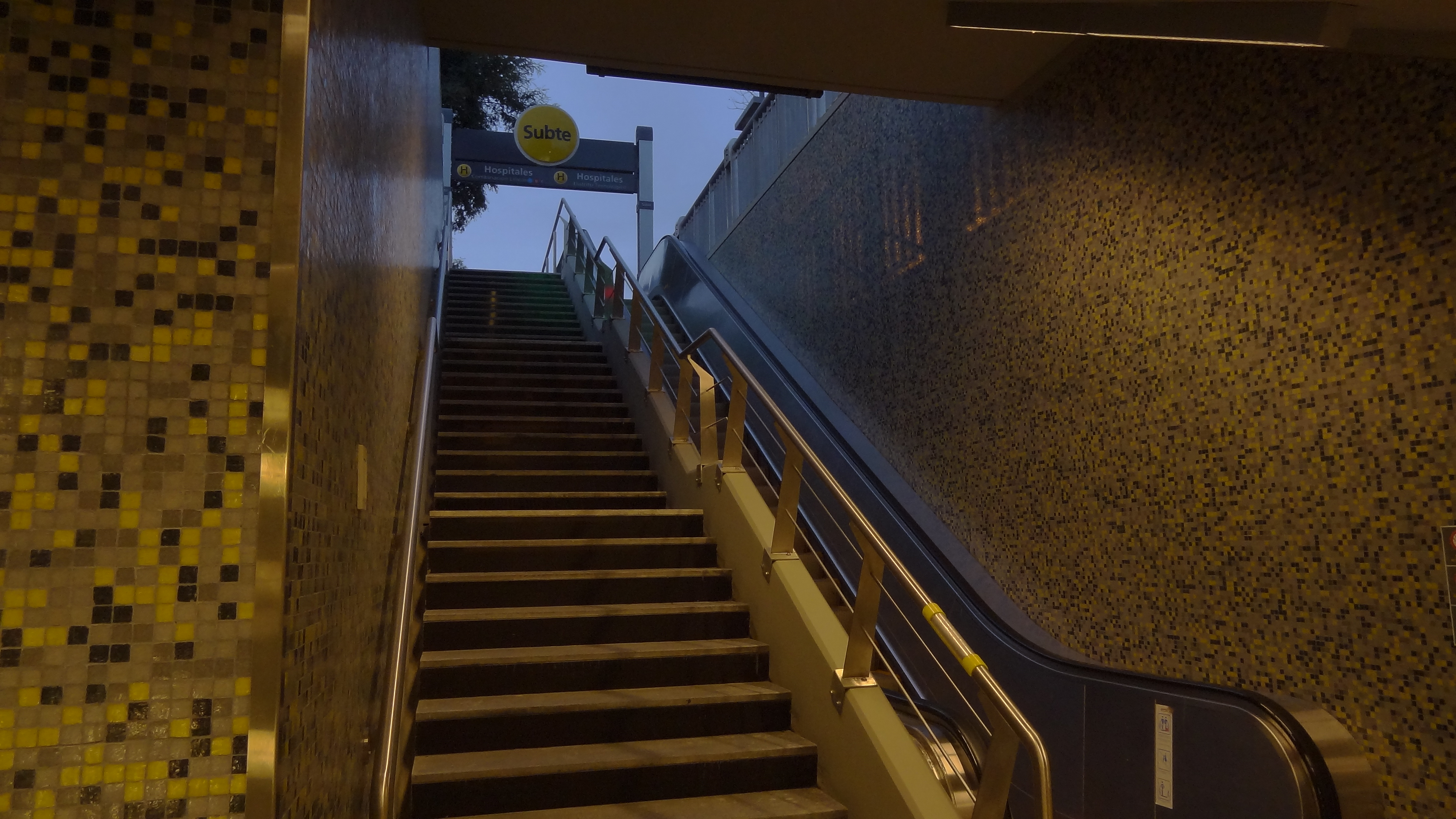
Северный вход
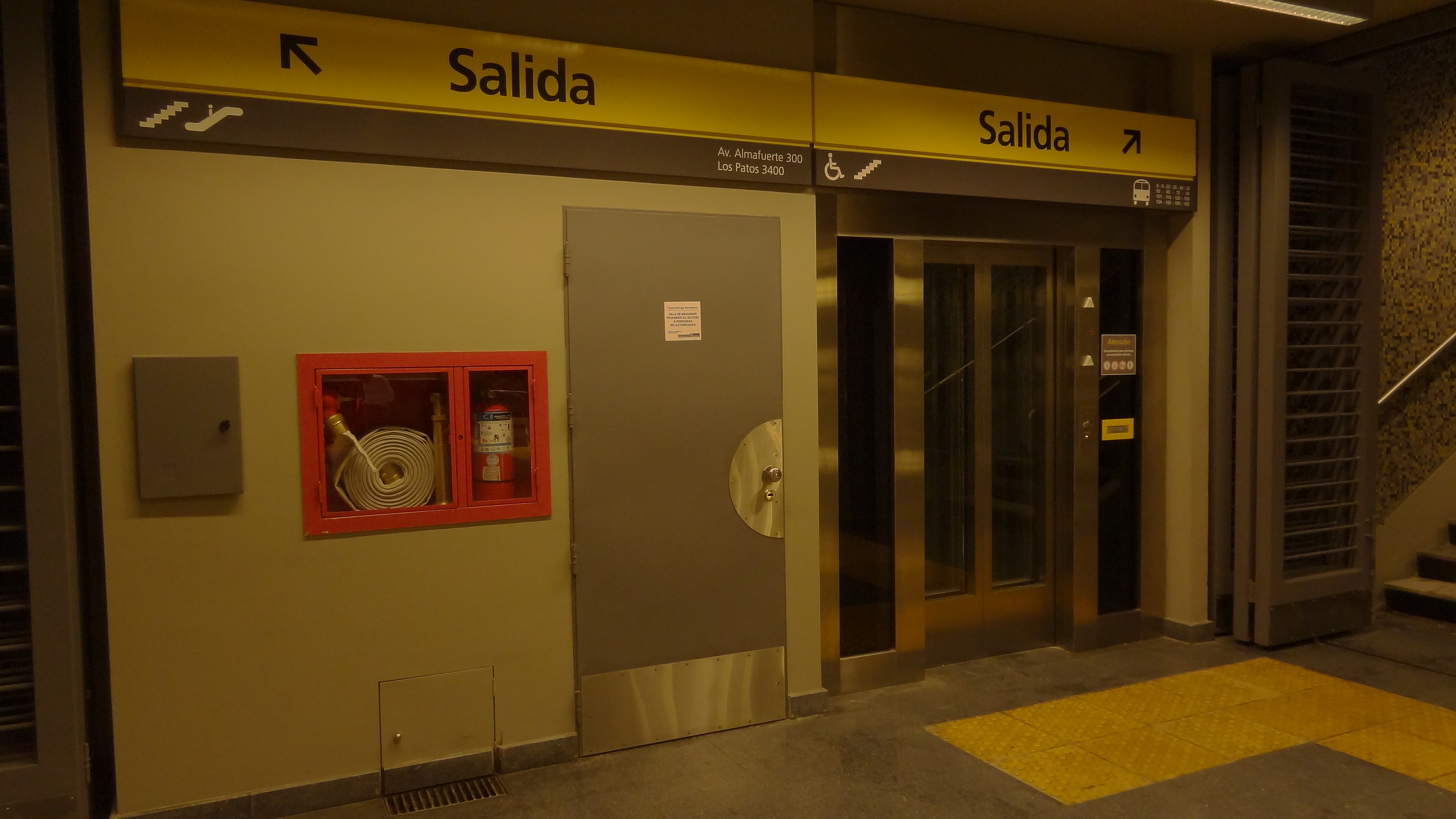
Лифт